# تشانغ لي (لاعب كرة قدم)
تشانغ لي (بالصينية: 张礼) (28 فبراير 1989 بشنيانغ في الصين - ) هو لاعب كرة قدم صيني في مركز الوسط. لعب مع Chengdu Tiancheng F.C. ‏ ونادي تشونغتشينغ ليانغجيانغ وJiangxi Lushan F.C. ‏.

## وصلات خارجية
- تشانغ لي على موقع قاعدة بيانات كرة القدم.إي يو (الإنجليزية)